# Anaea memphis
Anaea memphis är en fjärilsart som beskrevs av Felder 1866. Anaea memphis ingår i släktet Anaea och familjen praktfjärilar. Inga underarter finns listade i Catalogue of Life.